# Périgny, Allier
Périgny är en kommun i departementet Allier i regionen Auvergne-Rhône-Alpes i de centrala delarna av Frankrike. Kommunen ligger  i kantonen Lapalisse som ligger i arrondissementet Vichy. År 2022 hade Périgny 470 invånare.

## Befolkningsutveckling
Antalet invånare i kommunen Périgny
Referens: INSEE